# كاسبر لارسن
كاسبر لارسن (بالدنماركية: Kasper Larsen)‏ (25 يناير 1993 الدنمارك - ) هو لاعب كرة قدم دانمركي، يلعب كمدافع.

## روابط خارجية
- كاسبر لارسن على موقع قاعدة بيانات كرة القدم.إي يو (الإنجليزية)
- كاسبر لارسن على موقع Soccerway.com (الإنجليزية)
- كاسبر لارسن على موقع أوليمبيديا (الإنجليزية)
- كاسبر لارسن على موقع AS.com (الإسبانية)